# Панспермія

Панспермія

Панспермі́я (від грец. πάς/πάν — «весь», «всякий» і грец. σπέρμα — «насіння») — космогонічна гіпотеза про появу життя на Землі внаслідок занесення з космосу певних «зародків життя».

## Загальна характеристика гіпотези
За гіпотезою панспермії, розсіяні в космосі зародки життя (наприклад, спори мікроорганізмів) переносяться з одного небесного тіла на інше з метеоритами або під дією тиску світла. За допомогою панспермії пояснюється і появу життя на Землі. Після відкриття космічних променів і з'ясування дії радіації на біологічні об'єкти позиція гіпотези вельми ослабла.
Її висунув німецький учений Герман Ріхтер у 1865 році й підтримали Герман Гельмгольц та Сванте Арреніус.

## Аполлон-12іСервеєр-3
Посадковий майданчик «Сервеєра-3» був обраний метою посадки для місячного модуля «Аполлона-12» 1969. Кілька компонентів посадкового модуля «Сервеєра-3» зняли й повернули на Землю для вивчення довгострокових наслідків впливу суворого місячного середовища на штучні об'єкти і матеріали. Це був перший і єдиний випадок відвідання землянами штучного об'єкта за межами Землі станом на 2014.
З'ясувалося, що звичайні бактерії, стрептококи, випадково забруднили камеру до запуску, вижили в латентному стані в суворих умовах протягом двох з половиною років, і їх виявили після повернення камери на Землю.
Цей випадок може бути підтвердженням правдоподібності ідеї міжпланетної панспермії, водночас незалежні дослідники сумніваються у виживанні бактерій всередині «Сервеєр-3» на Місяці.

## Марс
Особливо часто ідеї панспермії згадуються в контексті обміну речовиною між Землею і Марсом, коли на його поверхні ще було багато води.

## Комети
Одержані 2006 року результати місії Deep Impact з дослідження кометної речовини неспростовно доводять наявність в кометній речовині води і простих органічних сполук. Це вказує на комети як на один з можливих переносників життя у Всесвіті.

## Гіпотетичні види панспермії
- Променева панспермія
- Літопанспермія
- Електропанспермія
- Штучна панспермія